# Gung-ho
Gung-ho è una locuzione statunitense derivata dalla lingua cinese, il cui significato è eccessivamente entusiasta, troppo zelante.
Nell'originale cinese Gōnghé (工合), era un'abbreviazione standard per gōngyè hézuòshè (工業合作社), che significa cooperativa industriale, nell'ambito dell'omonimo fenomeno socioeconomico istituito da Rewi Alley e volto a mantenere la produzione industriale diffusa, delocalizzata e sempre pronta a smobilitare a causa dei bombardamenti e delle incursioni giapponesi nella Cina negli anni della Seconda guerra mondiale.
Il linguista Albert Moe studiò sia l'origine sia l'uso dell'espressione in inglese. Egli conclude che il termine è un "americanismo che è derivato dal cinese, ma i suoi diversi significati americani accettati non hanno alcuna somiglianza con il significato riconosciuto nella lingua originale" e che i suoi "vari usi linguistici, come si sono sviluppati negli Stati Uniti, sono stati peculiari della parlata americana". In cinese, conclude Moe, "questo non è né uno slogan né un grido di battaglia; è solo il nome di un'organizzazione."
Questa espressione è diventata di uso comune nello slang statunitense da quando venne adottata dall'(allora) maggiore USMC Evans F. Carlson. Secondo costui, si trattava di uno slogan comune presso l'esercito dell'Ottavo Corpo d'Armata dell'Esercito rivoluzionario nazionale sotto il controllo del Partito Comunista Cinese e guidato dal generale Zhu De. In origine era una locuzione coniata da Rewi Alley, neozelandese, uno dei fondatori delle Cooperative Industriali Cinesi. Carlson spiegò in un'intervista del 1943: "Stavo cercando di costruire lo stesso tipo di spirito lavorativo che avevo visto in Cina dove tutti i soldati si dedicavano a una sola idea e lavoravano insieme per esprimere quella idea. Lo dissi ripetutamente ai ragazzi. Dissi loro del motto delle Cooperative Cinesi, Gung ho. Significa Lavorare insieme-Lavorare in armonia..."
L'allora tenente colonnello Evans Carlson fu mandato in missione con l'Ottavo Corpo d'Armata e con Alley. Successivamente utilizzò gung-ho durante il suo (anticonformistico) comando del 2nd Marine Raider Battalion. Da qui si sparse nell'intero Corpo dei Marines (ecco il motivo per cui le due entità risultano collegate) e perfino all'intera società americana, quando divenne il titolo di un film di guerra del 1943 su un'incursione del 2nd Marine Raider Battalion, svoltasi sull'isola di Makin l'anno precedente.